# Aceros plicatus
Aceros plicatus là một loài chim trong họ Bucerotidae.

## Hình ảnh

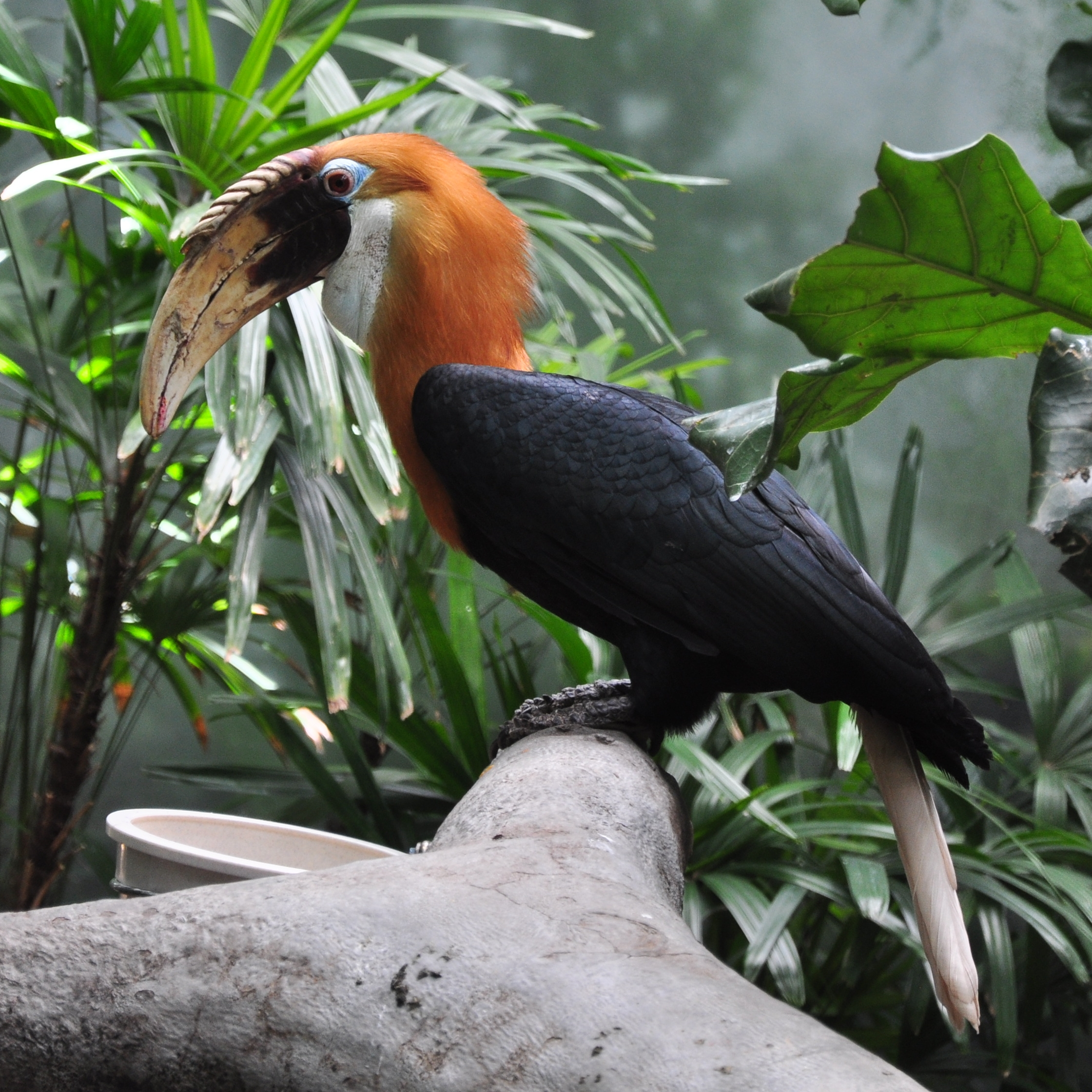
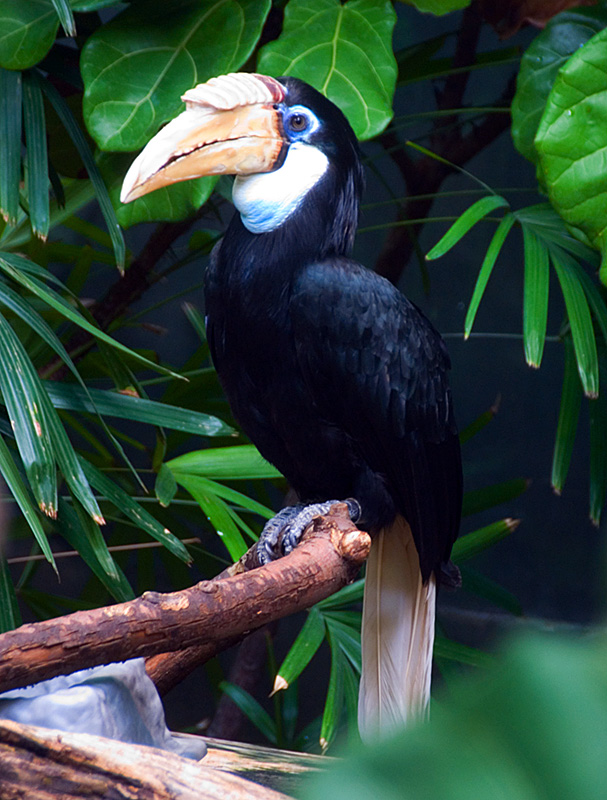